# Ураути
Ураути (яп. 浦内川 ураутигава) — река в Японии на острове Ириомоте. Протекает по территории префектуры Окинава.
Исток реки находится под горой Коми-Таке (古見岳, высотой 469 м). Ураути впадает в море на северо-западе острова. В среднем течении реки расположены два водопада — Марюдо и Кампира.

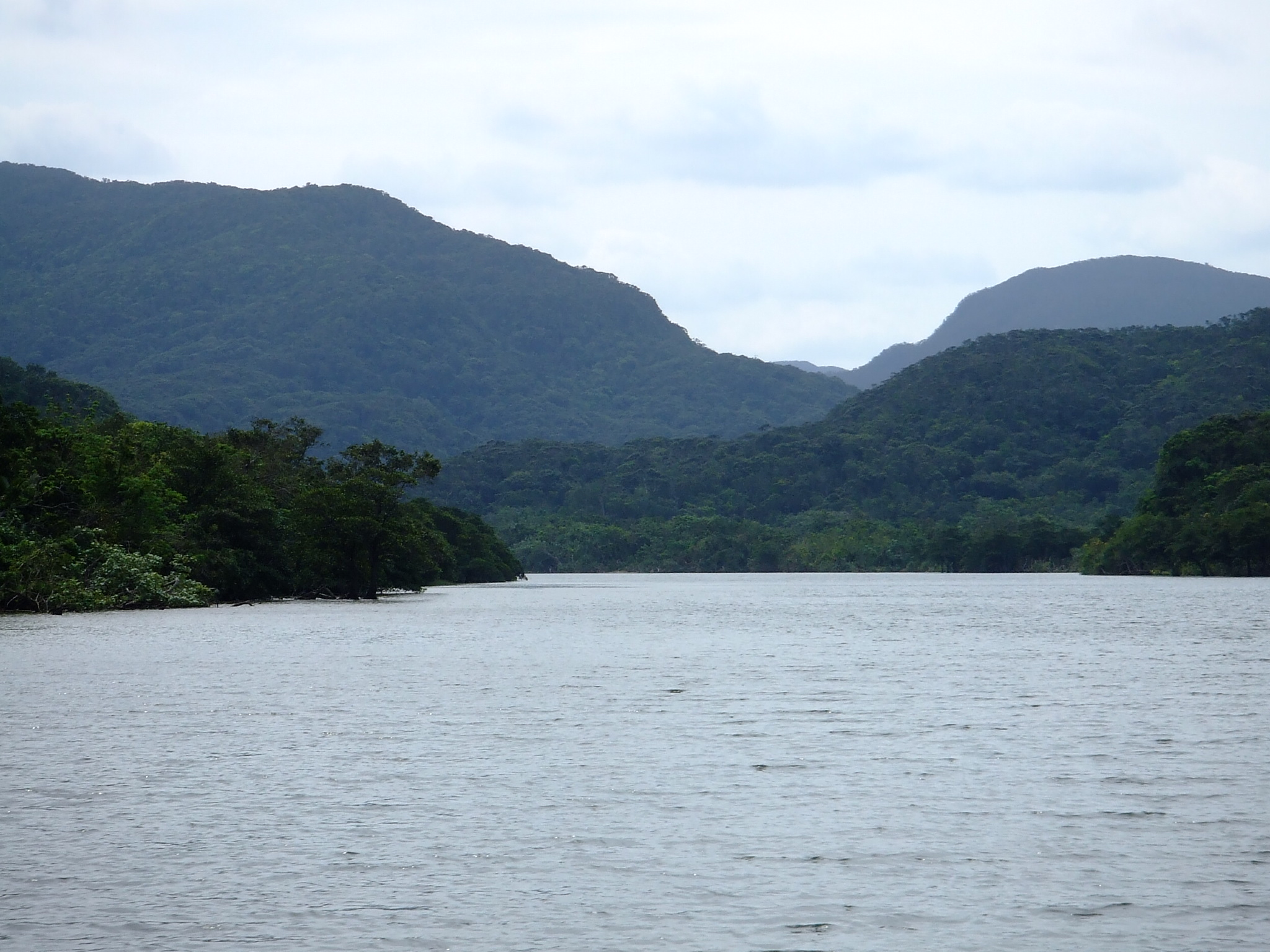

Длина реки составляет 18,8 км, площадь бассейна — 54 км². Максимальная ширина реки составляет около 200 м, глубина — около 15 м. Ураути — крупнейшая из примерно 30 рек, протекающих по острову и крупнейшая река префектуры Окинава.
Река занимает первое место в Японии по количеству встречающихся в ней видов рыб, их насчитывается более 400, 24 из которых внесены в красную книгу. От устья на 8,3 км вглубь реки простираются мангровые заросли, дальше начинается субтропический лес. Также в эстуарии реки расположены ватты.